# Carl Auen
Carl Auen, né le 16 février 1892 à Düsseldorf et mort le 23 juin 1972 à Berlin-Lichterfelde, est un acteur allemand.

## Filmographie partielle
- 1923 : Destin de femme de Guido Parish
- 1936 : Ave Maria de Johannes Riemann
- 1936 : Verräter de Karl Ritter
- 1937 : Paramatta, bagne de femmes de Douglas Sirk